# Hymenophyllopsis asplenioides
Hymenophyllopsis asplenioides là một loài dương xỉ trong họ Cyatheaceae. Loài này được A.C. Sm. mô tả khoa học đầu tiên năm 1931.